# Kenan Doğulu
Kenan Doğulu, född 31 maj 1974 i Istanbul, är en turkisk artist som med låten Shake It Up, Shekerim, representerade sitt land i finalen av Eurovision Song Contest 2007 den 12 maj i Helsingfors där han slutade på fjärdeplats. Innan dess hade han i semifinalen 10 maj kommit på tredjeplats.
Doğulu är en populär artist i sitt hemland och har haft flera hitlåtar. Han gav ut sitt första album 1993, ett år då han gav 93 konserter.
Han lärde sig redan som barn att spela piano, flöjt, gitarr samt percussion och har även studerat vid Hesser College i USA.

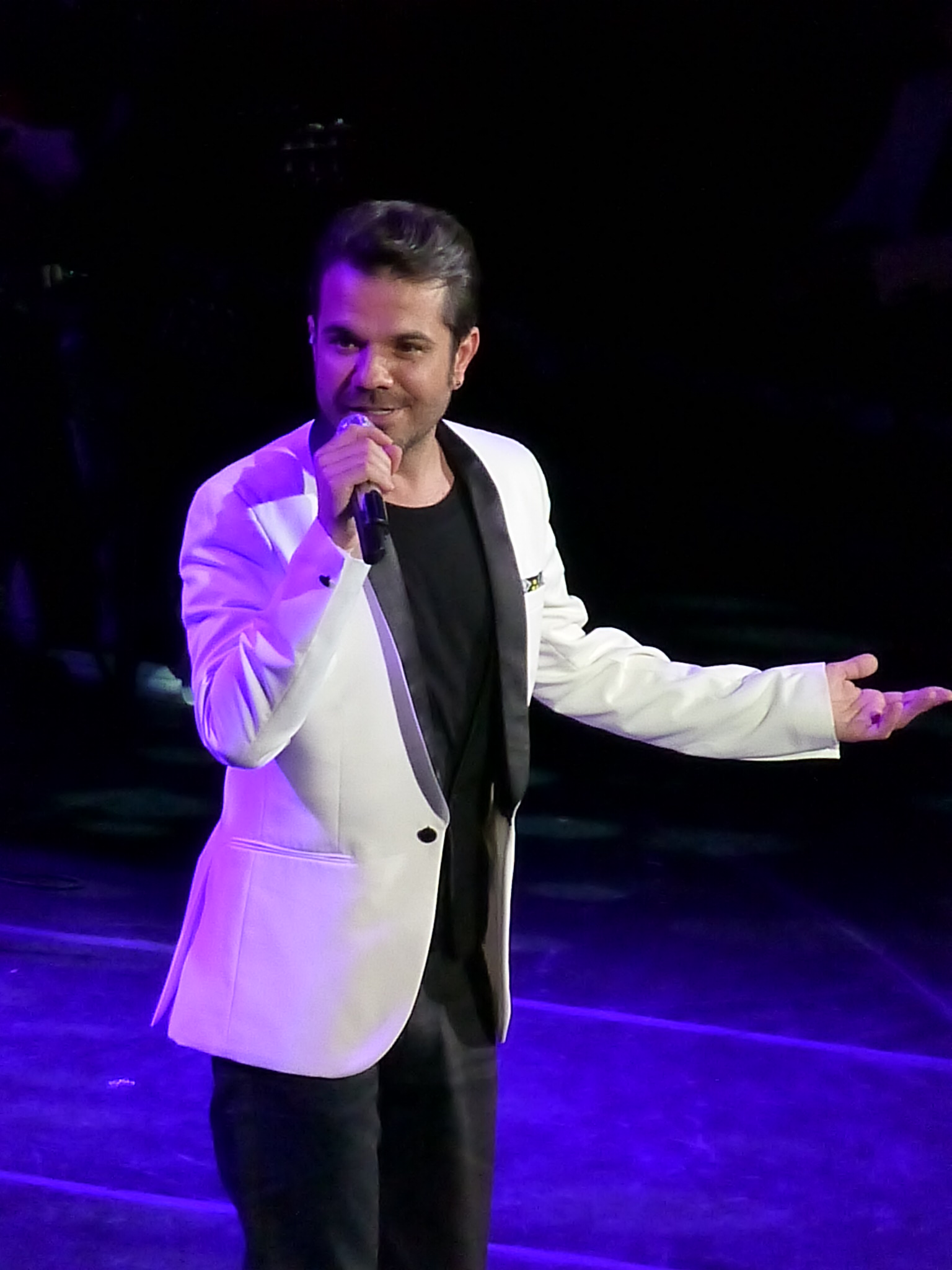
Kenan Doğulu.
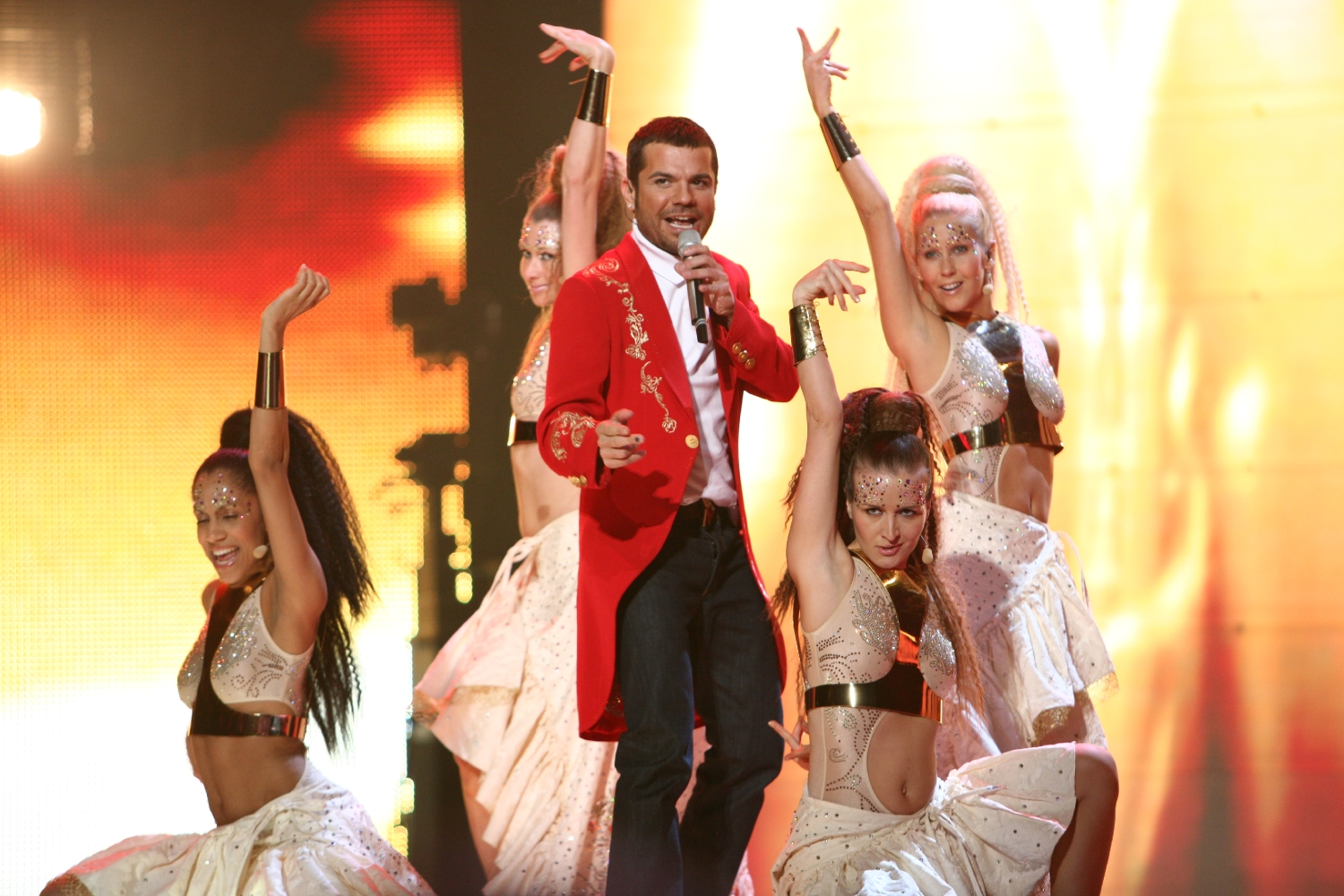
Kenan Doğulu i Eurovisionen i Helsingfors.

## Diskografi

### Album
- Yaparım Bilirsin 1993
- Sımsıkı Sıkı Sıkı 1994
- Kenan Doğulu 3 1995
- Kenan Doğulu 3.5 1996
- Ben Senin Her Şeyinim 2000
- Ex-Aşkım 2001
- Kenan Doğulu 5.5 2002
- Demedi Deme 2003
- Kenan Doğulu 6.5 2004
- Festival 2006
- Kenan Doğulu 7.5 2007
- Patron 2009
- Şans Meleğim 2011